# كرايتشرز (شركة)
كرايتشرز (بالإنجليزية: Creatures Inc.)‏، هي ستوديو تطوير ألعاب الفيديو في العاصمة اليابانية طوكيو، أسست سنة 1995، وهي من ضمن الشركات التي أنتجت ألعاب بوكيمون.

## المواقع الخارجية
- الموقع الرسمي السابق بالانكليزية